# Tsz To Wong
Tsz To Wong (1998) es un deportista hongkonés que compite en triatlón. Ganó una medalla de bronce en los Juegos Asiáticos de 2022, en la prueba de relevo mixto.

## Palmarés internacional
| Juegos Asiáticos | Juegos Asiáticos | Juegos Asiáticos  | Juegos Asiáticos |
| Año              | Lugar            | Medalla           | Prueba           |
| ---------------- | ---------------- | ----------------- | ---------------- |
| 2022             | Hangzhou (China) | Medalla de bronce | Relevo mixto     |